# Paesaggio archeologico delle prime piantagioni di caffè nel sud-est di Cuba
Il Paesaggio archeologico delle prime piantagioni di caffè nel sud-est di Cuba è un'area protetta che si trova sull'isola di Cuba. Qui si sviluppò la coltivazione della pianta del caffè, in una zona paesaggisticamente poco adatta nei pressi della Sierra Maestra.
Nel 2000 il sito è stato inserito nell'elenco dei Patrimoni dell'umanità dell'UNESCO in quanto luogo di notevole significato storico e sociale per l'intera area caraibica dell'America centrale.